# Randall Flagg
Randall Flagg is een fictieve misdadiger uit verschillende boeken van de Amerikaanse schrijver Stephen King. Hij is een magiër die verschillende zwarte kunsten kent en de mensen tracht te provoceren tot geweld en misdaad. Hij maakt zijn debuut in het gedicht 'The Dark Man' dat Stephen King schreef tijdens zijn studietijd. Dit gedicht gaat over een 'duistere man' in cowboylaarzen die rondzwerft langs de spoorlijnen, 's nachts actief is, alles observeert, en zich schuldig maakt aan verkrachting. King noemde ook Donald DeFreeze, de leider van de ontvoerders van Patty Hearst, als inspiratiebron, hoewel het idee voor het gedicht 'zomaar vanuit het niets' zou zijn gekomen toen King in een mensa zat te eten. Verder doen Flaggs zwerftochten, het herboren worden en de bijnaam "de Wandelende Dandy" denken aan de legende van de Wandelende Jood. Flaggs eerste optreden als antagonist vond plaats in het boek De beproeving.

## Achtergrond
Volgens Stephen King staat Flagg voor alles wat kwaadaardig is aan de menselijke aard, met inbegrip van hemzelf. Flagg is "leeg" maar wordt "gevoed" door het menselijk kwaad: hij is Hitler, Koresh, Jim Jones, Charles Starkweather. Daarom streeft Flagg in Kings verhalen geen enkel positief doel na, het enige dat hij wil is vernietigen, kwaad stichten en mensen aanzetten tot het kwaad.
Randall Flagg is feitelijk slechts een van de pseudoniemen van deze persoon. Hij heeft verschillende aliassen, waarvan de meesten de initialen eveneens R.F. aanhouden, zoals Russell Faraday, Robert Franq en Richard Fry. Andere aliassen zonder deze initialen zijn Walter 'o Dim, Bill Hinch en Marten Broadcloack. Zijn werkelijke naam is Walter Padick, al is hij die zelf bijna vergeten. De mensen duiden hem vaak aan als "de duistere man" of "de Wandelende Dandy". 
Flagg bestaat tevens in meerdere werelden en realiteiten uit het multiversum tegelijk, wat mede de reden is dat hij in verschillende verhalen van King zijn opwachting kan maken. Zijn oorsprong ligt in Al-Wereld, de primaire locatie uit de bundel De Donkere Toren en het boek Ogen van de Draak .

## Herkomst en uiterlijk
Flagg is zeer oud, ten minste 1.500 jaar. Waarschijnlijk heeft hij zijn leven door duistere magie op onnatuurlijke wijze weten te rekken. Ook kan hij tussen verschillende realiteiten reizen.
Flagg werd geboren in de Oostelijke Baronie van het koninkrijk Delain geboren onder de naam Walter Padick als zoon van Sam de molenaar. Op 13-jarige leeftijd liep de jongen van huis weg maar werd een jaar later verkracht door een medereiziger. De verleiding weerstaand met hangende pootjes naar huis terug te keren besluit hij zich aan duistere magie te wijden. Zijn acties om Delain te destabiliseren zijn in feite wraakacties als vergelding voor de problemen en de nare jeugd die hij zelf in dit rijk had.
Flagg wordt beschreven als een man met donker haar. Zijn gezicht verbergt hij vaak in een kap. Dit gezicht is een alledaags gezicht, maar wie hem aankijkt voelt meteen zijn prostaat en urine branden. Als hij lacht vallen vogels dood neer en verdort het gras. Toch kan hij soms charmant zijn, maar dit doet hij uitsluitend als dit hem toevallig uitkomt. Flagg is een beoefenaar van de zwarte kunsten en weet daarnaast alles van vergiften en toverdranken. Wanneer hij in het nauw gedreven is kan hij zichzelf in het uiterste geval teleporteren. 

## Rollen in King’s verhalen

### De Beproeving
In De Beproeving neemt Flagg na een verwoestende epidemie de leiding van een nieuwe gemeenschap op zich. Deze gemeenschap wordt door hem op dictatoriale fascistische wijze geregeerd. Kleine vergrijpen worden met de dood bestraft. 
Voor deze epidemie hield Flagg zich bezig met het opstoken van radicale groeperingen, waarbij zijn betrokkenheid wordt gehint bij verscheidene gebeurtenissen, zoals de kidnapping van Patty Hearst. Flagg zorgt ervoor dat hij al lang en breed is ontsnapt wanneer het tot een treffen komt of de politie de groep oprolt. Het zijn altijd zijn volgelingen die voor de negatieve consequenties moeten opdraaien. Flagg wordt geïdentificeerd met de demon Legioen uit de Bijbel, die door Jezus in een kudde zwijnen was geslagen.
Aan Flagg’s schrikbewind komt een einde wanneer Las Vegas met alles en iedereen erin wordt vernietigd door een atoombom, maar Flagg overleeft en belandt nadien op een tropisch eiland waar hij zijn rijk weer opnieuw op wil bouwen.

### Ogen van de Draak
In Ogen van de Draak is Flagg de hofmagiër van het koninkrijk Delain. Hij probeert de koning zodanig te beïnvloeden dat hij een schrikbewind voert en de belastingen exorbitant verhoogt. In het verhaal tracht hij de oude koning Roland te vermoorden, zijn rechtschapen oudste zoon Peter voor de moord op te laten draaien, en de beïnvloedbare jongere zoon Thomas koning te laten worden. Zijn opzet is dat de mensen uiteindelijk in opstand komen en de monarchie omverwerpen. Iedere honderd of tweehonderd jaar keert hij terug om opnieuw chaos te stichten en te vernielen wat is opgebouwd. Het is dan ook niet de eerste keer dat Flagg naar Delain komt, hij heeft in het rijk onnoemelijk veel kwaad aangericht.

### De Donkere Toren
In de Donkere Toren reeks komt Flagg eveneens voor als de aartsvijand van de hoofdpersoon Roland Deschain. De reeks speelt grotendeels in dezelfde wereld als Ogen van de Draak. Na zijn nederlaag en vlucht uit Delain wordt Flagg door de Scharlaken Koning gerekruteerd en tot diens rechterhand gemaakt. Maar Flagg wil zelf de Donkere Toren in bezit nemen en volgt zijn eigen agenda. 
Flagg begint zijn plan door, onder het alias van Marten Broadcloak, hofmagiër te worden bij Steven Deschain, vader van Roland. Onder dit alias spant hij samen met een groep rebellen om Gilead te veroveren. Flagg beseft dat Roland weleens gevaarlijk voor hem kan worden. Daarom begint hij een affaire met Roland’s moeder, Gabrielle, en zorgt er opzettelijk voor dat Roland deze affaire ontdekt. Flagg hoopt dat Roland, kwaad over zijn moeders ontrouw, de laatste test van zijn opleiding tot scherpschutter zal willen ondergaan terwijl hij daar eigenlijk nog te jong voor is, zal falen, en dan verbannen zal worden. Roland weet echter tegen ieders verwachting in te slagen voor de test en wordt zo de jongste scherpschutter ooit. 
Na de val van Gilead, en de dood van alle scherpschutters, begint Roland met zijn zoektocht naar de Donkere Toren. Zijn eerste doel is het opjagen van Flagg, die nu onder het alias Walter o'Dim (bijgenaamd ‘de man in het zwart’) uit Gilead is gevlucht. Flagg zet meerdere vallen voor Roland uit. Zo keert hij de hele bevolking van het dorpje Tull tegen Roland, en zorgt ervoor dat de jongen Jake Chambers in Al-Wereld terechtkomt. Uiteindelijk weet Roland Flagg te achterhalen, maar Flagg blijkt ongevoelig voor de kogels uit Roland’s wapens. Tijdens een uitzonderlijk lange nacht toont Flagg  Roland wat visioenen van zijn toekomst. Wanneer de zon weer opkomt, is Flagg tot een skelet vergaan. Althans, zo lijkt het aanvankelijk, want later in de reeks keert Walter toch weer terug, en in het voorlaatste boek blijkt dat Flagg, terwijl Roland sliep, zijn dood inderdaad slechts in scène gezet heeft door het skelet achter te laten.
Na het eerste boek verdwijnt Flagg even uit de serie, maar hij komt weer terug in Het Verloren Rijk, nu onder de naam Richard Fannin. Hij bezoekt de stad Lud en rekruteert een man genaamd De Tick-Tock Man, die eerder door Jake en Roland was verslagen, als zijn handlanger. In het volgende boek, Tovenaarsglas, confronteert hij Roland en zijn Ka-Tet weer, en waarschuwt hen om hun zoektocht naar de Donkere Toren te staken. 
In Wolven van de Calla blijkt dat Flagg priester Donald Callahan kort na diens aankomst in Al-Wereld een van de 13 tovenaarsglazen, namelijk de 'zwarte 13', gegeven heeft in de hoop dat Callahan deze aan Roland door zal geven, wat hem mogelijk fataal zal worden. Ook dit plan mislukt en de zwarte 13 wordt uiteindelijk achtergelaten in het New York van 1999.
In het zevende deel wordt Flagg uiteindelijk vermoord door het monster Mordred. Flagg verschijnt aan Mordred wanneer deze nog een baby is, en probeert hem te gebruiken om zelf de Donkere Toren binnen te kunnen gaan. Mordred doorziet Flagg's bedrog echter, veranderd weer in zijn ware gedaante (die van een monsterlijke spin), en verslindt Flagg met op bloederige wijze. 
In het laatste deel, De Donkere Toren: De wind door het sleutelgat, welke chronologisch tussen deel 4 en 5 speelt, is Flagg de schurk in een legende waar Roland zijn Ka-Tet over vertelt.

### Harten in Atlantis
In Harten in Atlantis (Hearts in Atlantis) is de antagonist een man genaamd Raymond Fiegler; leider van een groep activisten die Carol Gerber ervan weerhoudt om een niet-ontplofte bom van een campus te halen. In het boek wordt niet direct een link gelegd tussen Fiegler en Flagg, maar in "The Complete Stephen King Universe" wordt vermeld dat de twee mannen wel degelijk een en dezelfde zijn.

## Film en televisie
Randall Flagg’s eerste optreden in een film of serie was in de vierdelige miniserie The Stand uit 1994, een verfilming van het boek De Beproeving. Stephen King was zelf nauw betrokken bij de keuze van de acteur die Flagg moest gaan vertolken. Regisseur Mick Garris stelde onder andere Christopher Walken, James Woods, Willem Dafoe en Jeff Goldblum voor, terwijl King meer zag in Robert Duvall. Uiteindelijk viel de keuze op Jamey Sheridan. Zijn vertolking van Randall Flagg werd geprezen door kijkers en critici. De Beproeving kreeg een tweede miniserie van negen afleveringen in 2020, met deze keer Alexander Skarsgård als Flagg.
In 2017 was Flagg als zijn alter ego Walter de antagonist van het verhaal in de film The Dark Tower. Walter werd vertolkt door Matthew McConaughey.